# Alice Zeniter
Alice Zeniter (Clamart, 1986) è una scrittrice e drammaturga francese.

## Biografia
Nata nel 1986 a Clamart, ha studiato all'École normale supérieure di Parigi e nel 2008 è partita per l'Ungheria dove ha insegnato Lingua Francese e Storia del Teatro all'Università di Budapest.
Ha pubblicato il suo primo romanzo, Deux moins un égal zéro, a soli 16 anni vincendo il Prix littéraire de la ville de Caen e ha lavorato in diverse compagnie teatrali come Kreatakor e Kobal't.
Con il suo quarto romanzo L'arte di perdere, epopea di una famiglia durante e dopo la Guerra d'Algeria in tre generazioni, ha vinto il Prix Goncourt des lycéens nel 2017 e il Dublin Literary Award nel 2022.

## Opere principali

### Romanzi
- Deux moins un égal zéro (2003)
- Indovina con chi mi sposo (Jusque dans nos bras, 2010), Roma, edizioni E/O, 2011 traduzione di Silvia Manfredo ISBN 978-88-7641-965-2.
- Sombre Dimanche (2013)
- L'arte di perdere (L'Art de Perdre, 2017), Torino, Einaudi, 2018 Traduzione di Margherita Botto ISBN 978-88-06-23950-3.
- Comme un empire dans un empire (2020)

### Teatro
- Spécimens humains avec monstres (2011)

## Alcuni riconoscimenti
- Prix du Livre Inter: 2013 per Sombre Dimanche
- Prix Goncourt des lycéens: 2017 per L'arte di perdere
- International IMPAC Dublin Literary Award: 2022 per L'arte di perdere